# Stephen Chappell

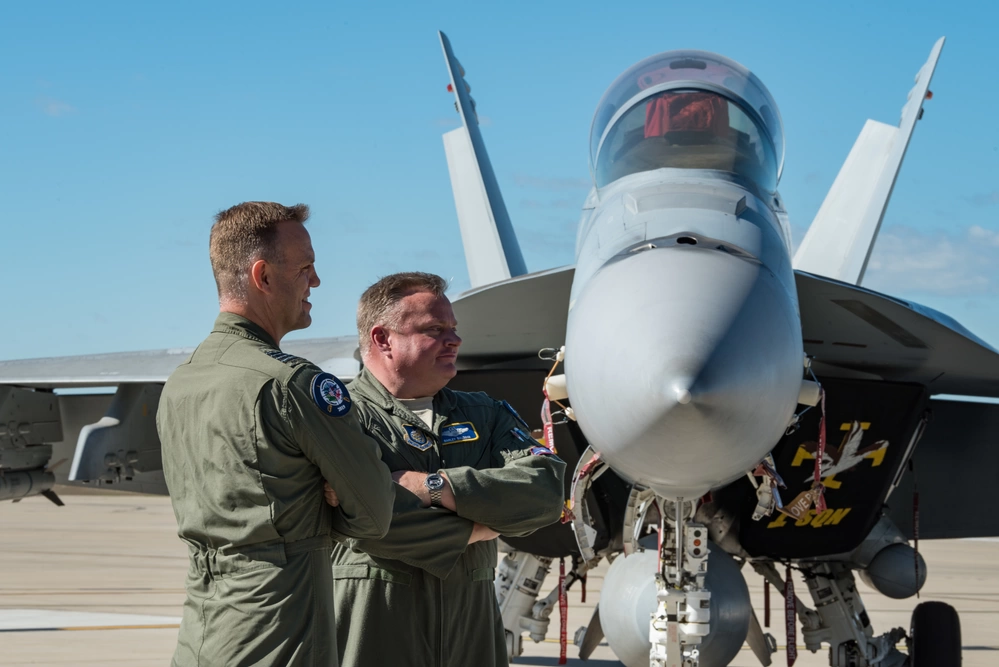
Stephen Chappell (2019, links, noch als Group Captain)

Stephen Chappell DSC CSC OAM (* 1975) ist ein australischer Air Marshal und der Befehlshaber der Royal Australian Air Force seit Juli 2024.

## Leben
Stephen Chappell ist der Sohn des australischen Cricketspielers Greg Chappell; auch dessen Brüder Ian Chappell und Trevor Chappell spielten diesen Sport.
Er selbst trat im Januar 1993 in die Royal Australian Air Force ein und erwarb bis 1995 an der Australian Defense Force Academy einen Bachelor of Arts. Danach wurde er zum Militärpiloten ausgebildet und nach dem erfolgreichen Abschluss der Erstausbildung ab 1998 auf McDonnell Douglas F/A-18 umgeschult. Ab 2001 war er auf diesem Muster auch Waffenlehrer.
Nachdem er mehrere Jahre als Fluglehrer und Flight Commander eingesetzt war, war er für einige Jahre Austauschoffizier bei der United States Air Force in deren 65th Aggressor Squadron. Die auf der Nellis Air Force Base, Nevada, stationierte Einheit stellt bei Luftkampfübungen „gegnerische“ Luftfahrzeuge und ihre Taktiken dar. Er war der erste australische Offizier, der diese Verwendung innehatte und war während dieser Zeit stellvertretender Director of Operations. Danach kommandierte Chappell Einheiten unter anderem auf der Ebene Staffel und Geschwader und erflog in dieser Zeit über 2900 Flugstunden auf diversen Versionen der F-18 (F/A-18A, F/A-18F, EA-18G) sowie über seine Tätigkeit als Austauschoffizier auf der McDonnell Douglas F-15. 2003 war er im Rahmen eines Auslandseinsatzes im Mittleren Osten eingesetzt und 2014 als Teil der australischen Air Task Group im Rahmen der Operation Okra gegen den Islamischen Staat ebendort. Für seine Leistungen im Rahmen der letztgenannten Operation wurde er 2017 ausgezeichnet.
2013 nahm Chappell an einem Lehrgang am Australian Command and Staff College teil und erwarb einen Master of Military and Strategic Studies, 2017 war er zudem Teilnehmer eines Lehrgangs am Australian War College. Stabsverwendungen führten ihn danach unter anderem in den Stab des Chief of the Defense Force ab Ende 2017, wo er Stabschef von Air Chief Marshal Mark Binskin und General Angus John Campbell war. Zudem war er der Leiter der strategischen Planungsabteilung, bis er schließlich im Juli 2024 zum Air Marshal befördert und als Nachfolger von Robert Chipman zum Chief of the Air Force ernannt wurde.
Chappell ist verheiratet.